# Arnoszt z Pardubic
Arnoszt z Pardubic, znany też jako Ernest z Pardubic (czes.: Arnošt z Pardubic; ur. 25 marca 1297, zm. 30 czerwca 1364) – katolicki biskup i pierwszy arcybiskup praski działający w XIV wieku.

## Życiorys
Urodził się 25 marca 1297 prawdopodobnie w Kłodzku jako najstarszy spośród czterech synów rycerza Arnoszta z Hostinki, pana na Pardubicach, królewskiego burgrabiego w Kłodzku i jego żony Adeli (Adlički). Pierwsze nauki pobierał w szkole parafialnej prowadzonej przez joannitów przy kościele pw. św. Jana w Kłodzku. Po kolejne udał się do szkoły w klasztorze benedyktynów w Broumovie, a następnie do szkoły partykularnej przy katedrze św. Wita w Pradze.
Przez 14 lat (1324–1338) studiował prawo i teologię we Włoszech na Uniwersytecie Bolońskim i Uniwersytecie Padewskim. W 1338 powrócił do Czech, by przyjąć godność dziekana kapituły w Sadskiej i kanonika kapituły św. Wita w Pradze. Rok później został dziekanem tej drugiej. W 1343 został mianowany biskupem, a w 1344 arcybiskupem Pragi.
Był sprawnym administratorem: w listopadzie 1344 rozpoczął budowę katedry św. Wita (w triforium jej chóru został sportretowany przez budowniczego Piotra Parlera). Przyczynił się do powstania Uniwersytetu Karola w Pradze w 1348 – pierwszej uczelni wyższej na północ od Alp i na wschód od Renu. Był też jego pierwszym kanclerzem. Z jego inicjatywy zostały ogłoszone w 1349 r. tzw. Statuty Arnoszta z Pardubic, które regulowały funkcjonowanie Kościoła w Królestwie Czeskim. Jego formacja duchowa była bliska augustianizmowi. Miał wielu współpracowników wśród kanoników regularnych i dla tego zakonu założył klasztory w Kłodzku, Rokycanach i w Jaromierzu. W rodowych Pardubicach rozpoczął budowę zamku i nakazał wznieść kościół Zwiastowania Marii Panny.
Był również zręcznym dyplomatą. W 1346 zabiegał w Awinionie o zatwierdzenie wyboru Karola IV Luksemburskiego na króla rzymskiego i prowadził rokowania w sprawie jego koronacji na cesarza. 2 września 1347 koronował Karola IV Luksemburskiego na króla Czech. Podczas konklawe w 1352 i 1362 występował jako poważny kandydat na papieża.
Arnoszt z Pardubic zmarł 30 czerwca 1364 na swoim zamku w Roudnicy nad Labem. Został pochowany w kolegiacie pw. Wniebowzięcia Najświętszej Marii Panny w Kłodzku. W prezbiterium stanął jego nagrobek powstały w kręgu Petera Parlera w latach 1370–1375. Na tumbie z czerwonego marmuru znajduje się rzeźba przedstawiająca arcybiskupa wykonana z białego marmuru. W 1468 dwukrotnie wyciekła z nagrobka oleista ciecz o niezwykłej woni, a w połowie XVI w. zaczął on pękać. W 1861 mocno zniszczony zabytek przeniesiono do północnej nawy, gdzie znajduje się do dziś. W 1870 rzeźbiarz Johann Janda wykonał pomnik Arnoszta ustawiony w nawie głównej, przeniesiony do nawy północnej w 1960.

## Pamięć i legenda
Arnoszt jest obecnie uważany za patrona miasta Pardubice, w którym rozpoczął budowę tamtejszego zamku i kazał wznieść kościół Zwiastowania Marii Panny. Jego postać w tym mieście przypomina marmurowy relief autorstwa Františka Zuzky wmurowany w 1940, a znajdujący się w prezbiterium kościoła św. Bartłomieja. 23 września 2004 z okazji 640-lecia śmierci arcybiskupa aulę Uniwersytetu Pardubickiego nazwano Aulą Arnoszta z Pardubic.

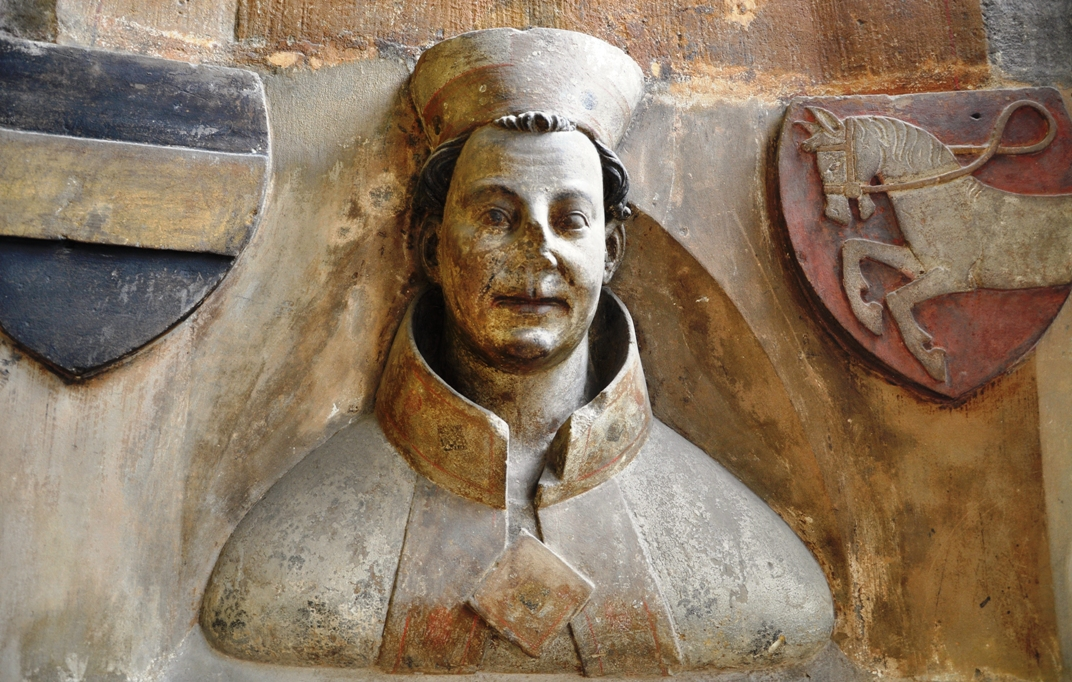
Popiersie w Pradze
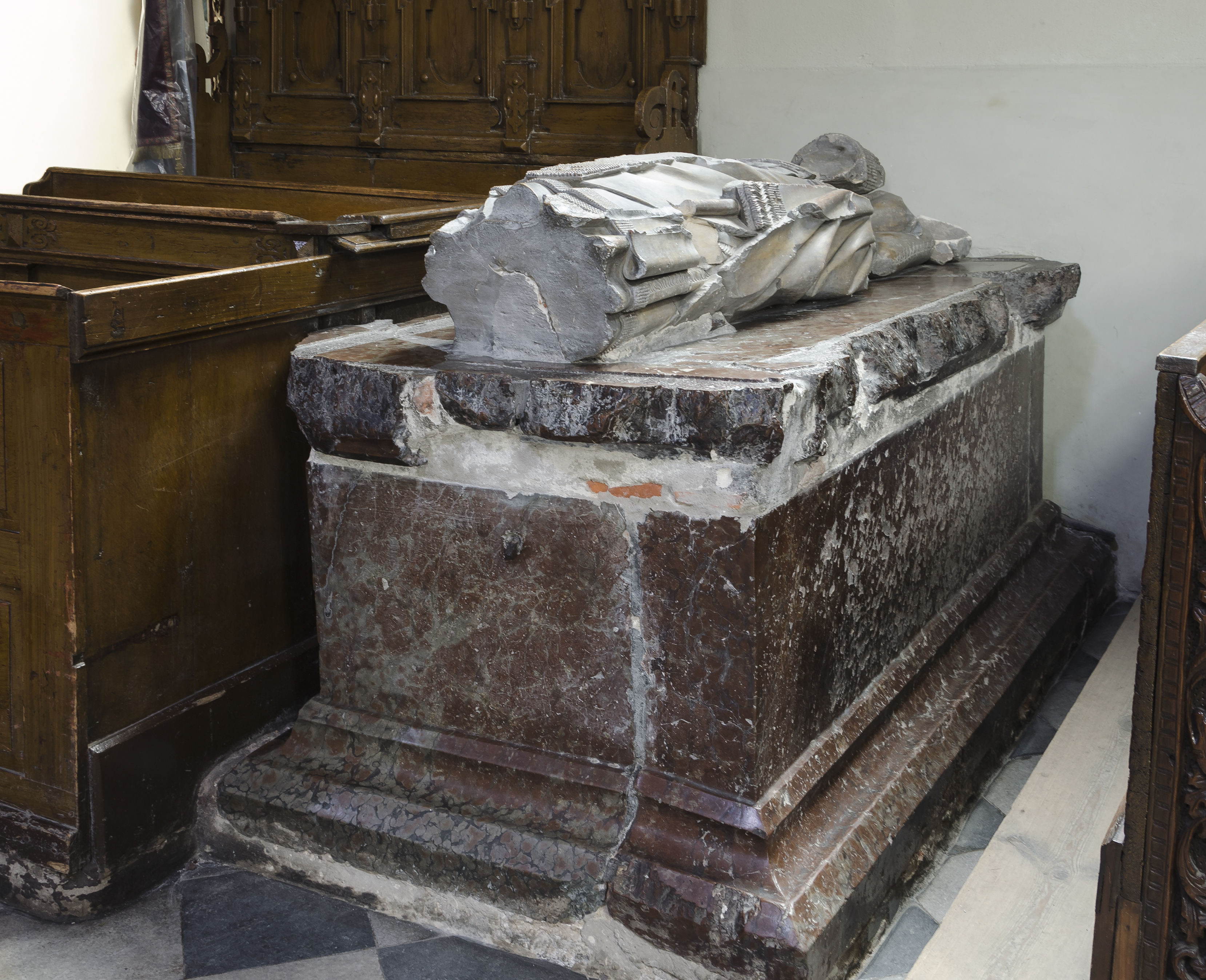
Stary nagrobek Arnoszta
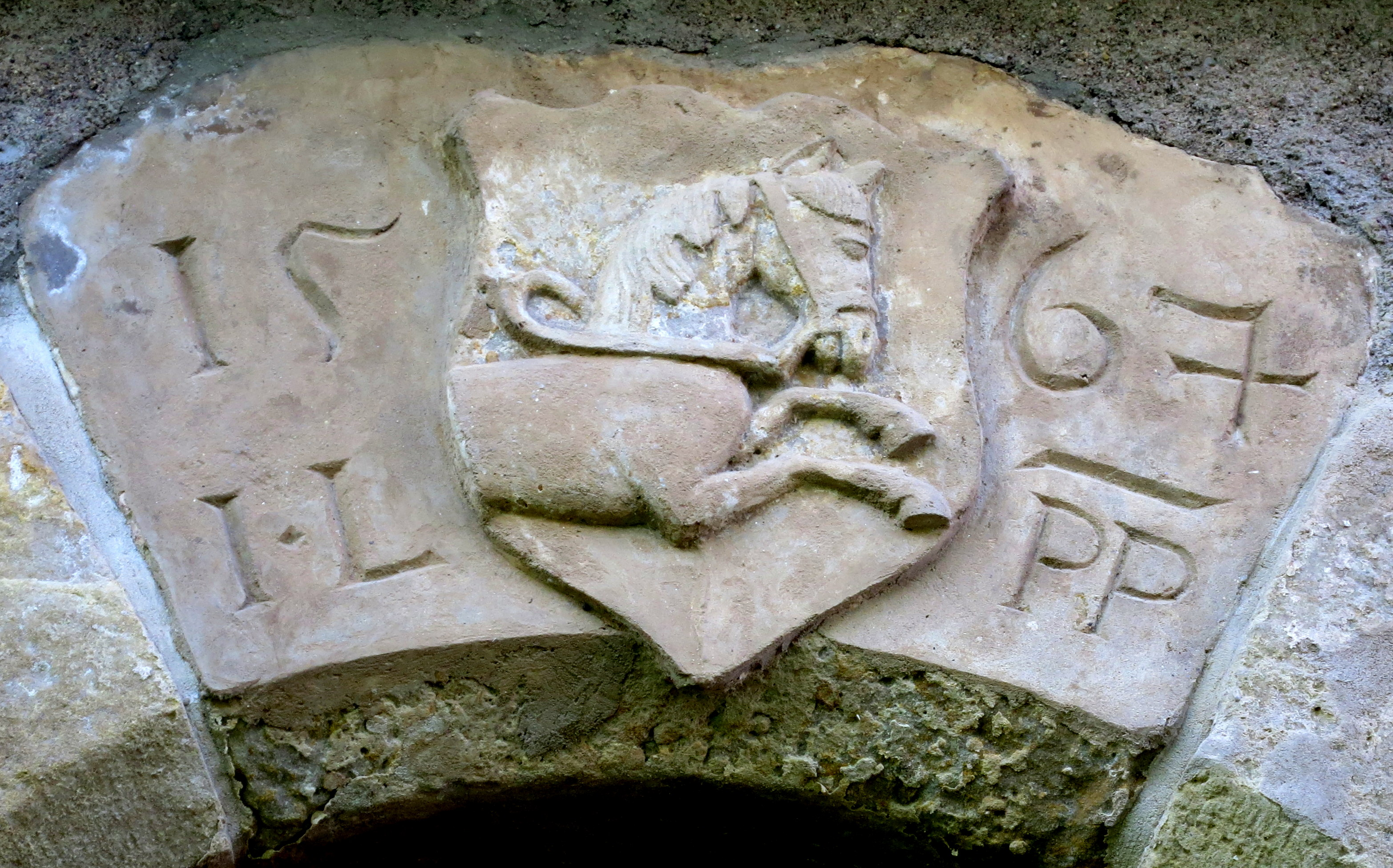
Herb w murze kościoła
Herb Arnoszta z Pardubic